# Кілліан Овермейре
Кілліан Овермейре (нід. Killian Overmeire, нар. 6 грудня 1985, Гент) — бельгійський футболіст, опорний півзахисник клубу «Локерен».
Грав за національну збірну Бельгії.

## Клубна кар'єра
Народився 6 грудня 1985 року в місті Гент. Вихованець футбольної школи клубу «Локерен». Дорослу футбольну кар'єру розпочав 2003 року в основній команді того ж клубу, кольори якої захищає й донині.

## Виступи за збірні
Протягом 2005–2008 років залучався до складу молодіжної збірної Бельгії. На молодіжному рівні зіграв у 12 офіційних матчах.
2008 року провів одну гру у складі національної збірної Бельгії.

## Титули і досягнення
- Володар Кубка Бельгії (2):

«Локерен»: 2011-12, 2013-14